# Scheffau (Gemeinde Scheffau)
Scheffau am Tennengebirge ist ein Ort im Lammertal im Land Salzburg wie auch Gemeindehauptort, Ortschaft und Katastralgemeinde (Scheffau) der Gemeinde Scheffau am Tennengebirge im Bezirk Hallein (Tennengau).

## Geographie
Scheffau am Tennengebirge befindet sich gut 25 Kilometer südöstlich von Salzburg und 14 südöstlich von Hallein und liegt im untersten Lammertal, zwischen Tennengebirgsnordabdachung und Schwarzem Berg (1584 m ü. A.), der schon zur Osterhorngruppe der Salzburger Kalkvoralpen und zu den Salzkammergutbergen gerechnet wird.
Die Ortslage bildet den Zentralraum der Gemeinde.
Scheffau ist kein Ort im eigentlichen Sinne, sondern erstreckt sich über etwa 6 Kilometer in einem Talmündungskessel entlang der Lammer. Die Ortslage umfasst hauptsächlich – taleinwärts ostwärts – die Orte Unterscheffau, eine Rotte mit der Ulrichskirche (historischer Hauptort), das Dorf Rabenstein (das einzige Dorf der Gemeinde) und die Rotte Griesau, dann etwas abgesetzt die Ortslage Heuberg, sowie Oberscheffau, das sind zerstreute Häuser mit den Rotten Bernhof und Engelhardt, dem Weiler Winklau, und der Streubesiedlung Wieser.
Östlich verengt sich die Talung zum nur zu Fuß passierbaren Klausgraben, die Lammer aber bricht von Norden in diesen Talkessel durch, die Engstelle sind die Lammeröfen, die die Lammertalstraße (B 162) mit dem Pass bei Purgstall überwindet. Diese Situation entsteht durch die ins Lammertal eingelagerte Vorgruppe des Tennengebirgs mit Roadberg und Fichtlhofberg.
Die Katastralgemeinde Scheffau (und auch das Ortschaftsgebiet) umfasst neben den Ortslagen von Scheffau auch Purgstall, sowie das ganze südliche Berggebiet im Tennengebirge bis zu den Wieselsteinen, Hochwieskogel und Scheiblingkogel, dann im Osten über den Roadberg und im Norden am Schwarzen Berg.
| Kellau (O,KG, Gem. Kuchl)                                                         | Voregg (O,KG)                                                             | Weitenau (O,KG)                |
| Obergäu (O,KG, Gem. Golling a.d.S.)                                               | Kompassrose, die auf Nachbargemeinden zeigt                               | Wallingwinkl (O)               |
| ∗ Schlaming (O) Dorfwerfen (KG) (beide Gem. Pfarrwerfen, Bez. St. Johann/ Pongau) | Weng (O) Werfenweng (KG) (beide Gem. Werfenweng, Bez. St. Johann/ Pongau) | Unterberg (O,KG, Gem. Abtenau) |

∗ In einem Punkt auch Ortsch. Scharten, KG Wimm, Gemeinde Werfen

## Geschichte
Die waldreiche Scheffau gelangte im Jahr 1130 durch eine Schenkung des Erzbischofes Konrad I. an das Salzburger Domkapitel.
Die erste urkundliche Nennung von Scheffau als Scheffawe erfolgte im Jahr 1249. Der -au-Name beschreibt die Talweitung. Aus dieser Zeit stammt vermutlich auch die erste Ulrichskirche, als Mutterpfarre für das ganze Lammertal, sie war als Wallfahrtskirche bekannt. Heute ist die Kirche aber eine Filiale von Golling (Dekanat Hallein), während das innere Lammertal, also auch das restliche Schaffauer Gemeindegebiet, von Abtenau betreut wird.

## Kultur und Sehenswürdigkeiten
- Filialkirche Hl. Ulrich
- Lammerklamm, Naturdenkmal[1]
- Scheffauer Mühlenrundweg[1]
- Winnerfall mit Höhle, am Schwarzerbach (Schwarzenbach)

Das Tennengebirge ist ein großes Naturschutzgebiet.

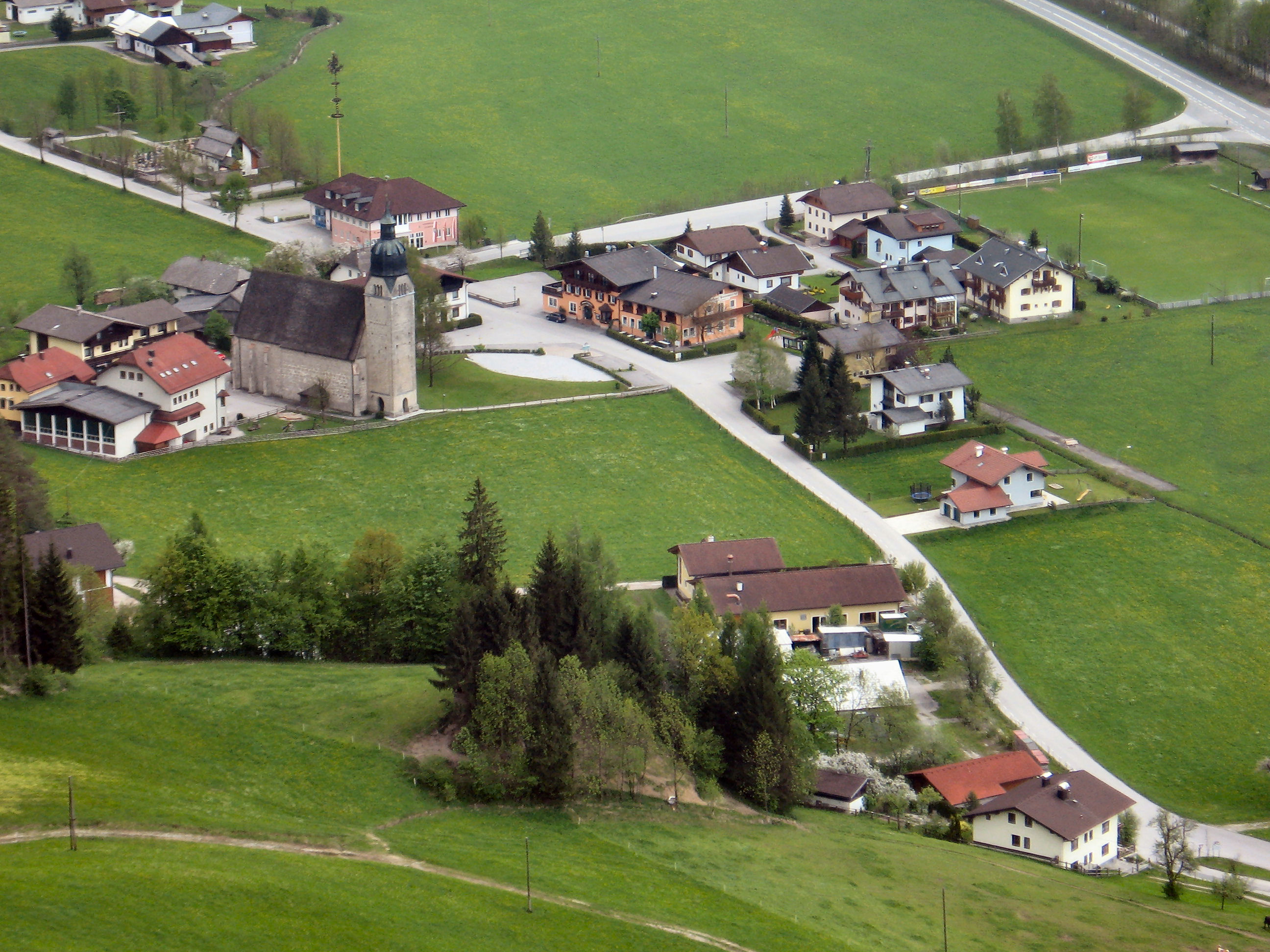
Unterscheffau – Kirche St. Ulrich
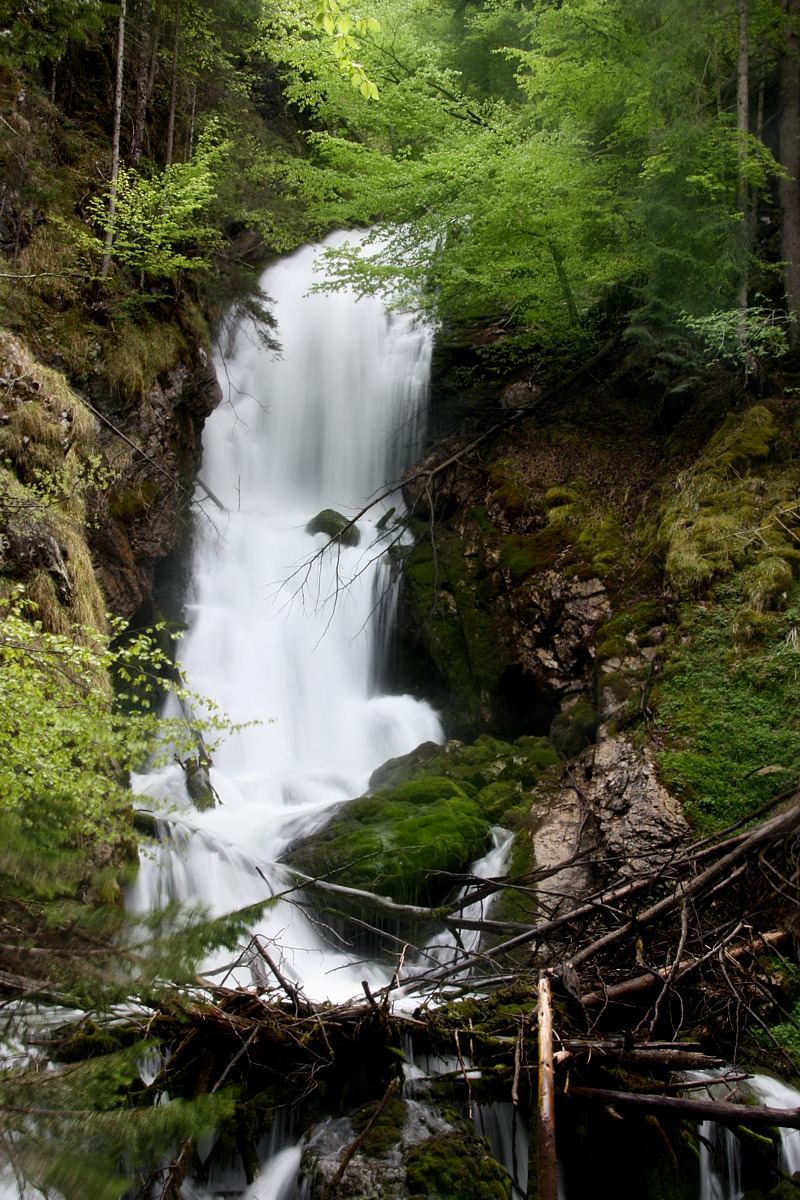
Schwarzenbach, höchste Stufe
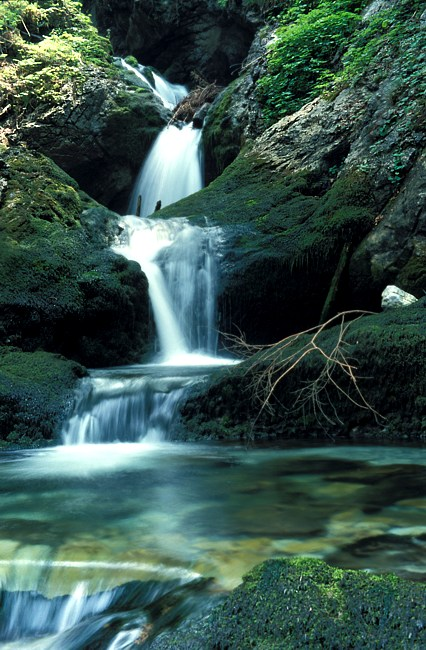
Idylle am Schwarzenbach

## Nachweise
- 56219 – Scheffau am Tennengebirge. Gemeindedaten der Statistik Austria

1. 1 2  Lammerklamm und Mühlenrundweg (lammerklamm.at)